# Arenivaga mortisvallisensis
Arenivaga mortisvallisensis (лат.) — вид песчаных тараканов-черепашек рода Arenivaga из семейства Corydiidae (или Polyphagidae). Обнаружены в Северной Америке: Долина Смерти, штат Калифорния (США). Назван по месту обнаружения типовой серии (Death Valley).

## Описание
Песчаные тараканы-черепашки мелкого размера овально-вытянутой формы: длина тела 15 мм; наибольшая ширина тела (GW) 6 мм; ширина пронотума (PW) около 4 мм; длина пронотума (PL) около 3 мм. Соотношение длины тела к его наибольшей ширине у голотипа (TL/GW) 2,47. На голове два крупных выступающих оцеллия (0,3 × 0,2 мм). Основная окраска коричневая. Arenivaga mortisvallisensis меньше среднего размера для рода Arenivaga, но может быть спутан с видом Arenivaga delicata, который имеет симпатрическое распространение. Arenivaga mortisvallisensis можно отличить по медиальному краю правого дорсального фалломера, который выступает вперёд выраженным образом в округлую, шагренированную долю с зубчатым краем.
Все детали биологии остаются неисследованными. Питаются, предположительно, как и другие виды своего рода, микоризными грибами, листовым детритом пустынных кустарников и семенами, собранными млекопитающими. В надземных условиях живут только крылатые самцы (отличаются ярко выраженным половым диморфизмом: самки рода Arenivaga бескрылые, внешне напоминают мокриц). Вид был впервые описан в 2014 году американским энтомологом Хейди Хопкинсом (Heidi Hopkins).